# Nam Miện
Chòm sao Nam Miện 南冕, (tiếng La Tinh: Corona Australis) là một trong 48 chòm sao Ptolemy và cũng là một trong 88 chòm sao hiện đại, mang hình ảnh Mũ Miện [Phương] Nam.
Chòm sao này có diện tích 128 độ vuông, nằm trên thiên cầu bắc, chiếm vị trí thứ 80 trong danh sách các chòm sao theo diện tích.
Chòm sao Nam Miện nằm kề các chòm sao, Nhân Mã, Thiên Hạt, Thiên Đàn, Viễn Vọng Kính.

## Thiên thể
Các thiên thể đáng quan tâm
- Cụm sao cầu NGC 6541